# Nyugati főcsoport (NHL)
A National Hockey League Nyugati Főcsoportja (Angolul: Western Conference) az egyik a két főcsoportja közül, melybe a Liga osztotta szét csapatait. Párja a Keleti főcsoport.
1974-ben Campbell Főcsoportnak (Clarence Campbell Conference) nevezték el, amikor az NHL két főcsoportot és négy divíziót hozott létre. 1981-ben a főcsoportokat és a divíziókat átalakították úgy, hogy az jobban tükrözze a csapatok földrajzi elhelyezkedését, de a főcsoport nevét megtartották. A Wales Főcsoport az NHL nyugati csapatait gyűjtötte magába. A főcsoportok és a divizók nevét 1993-ban változtatták meg a csapatok elhelyezkedése szerint. Az új NHL vezető, Gary Bettman készítette elő a változtatást, hasonlóan a National Basketball Association-höz, a National Football League-hez és a Major League Baseball-hoz.
A Nyugati főcsoport rájátszásbeli győztese 1981 óta a Clarence S. Campbell-tálat kapja meg.

## Divíziók
1993 előtt a Campbell főcsoport a Norris divízióból és a Smythe divízióból állt. 1994 és 2013 között a Nyugati főcsoport 15 csapata három divízióba volt osztva: Központi divízió (Central Division), Északnyugati divízió (Northwest Division), Csendes-óceáni divízió (Pacific Division). 2013 után a Liga nagy döntést hozott és kettő divízióba sorolt a csapatokat, így a Északnyugati divízió megszűnt és a Detroit Red Wings átkerült a Keleti főcsoportba.
| Csendes-óceáni divízió | Központi divízió    |
| ---------------------- | ------------------- |
| Anaheim Ducks          | Chicago Blackhawks  |
| Calgary Flames         | Colorado Avalanche  |
| Edmonton Oilers        | Dallas Stars        |
| Los Angeles Kings      | Minnesota Wild      |
| Phoenix Coyotes        | Nashville Predators |
| San Jose Sharks        | St. Louis Blues     |
| Vancouver Canucks      | Winnipeg Jets       |

## A Nyugati főcsoport Stanley-kupa győztesei
- 1974–1975 - Philadelphia Flyers†
- 1979–1980 - New York Islanders†
- 1980–1981 - New York Islanders†
- 1983–1984 - Edmonton Oilers
- 1984–1985 - Edmonton Oilers
- 1986–1987 - Edmonton Oilers
- 1987–1988 - Edmonton Oilers
- 1988–1989 - Calgary Flames
- 1989–1990 - Edmonton Oilers
- 1995–1996 - Colorado Avalanche
- 1996–1997 - Detroit Red Wings††
- 1997–1998 - Detroit Red Wings††
- 1998–1999 - Dallas Stars
- 2000–2001 - Colorado Avalanche
- 2001–2002 - Detroit Red Wings††
- 2006–2007 - Anaheim Ducks
- 2007–2008 - Detroit Red Wings††
- 2009–2010 - Chicago Blackhawks
- 2011–2012 - Los Angeles Kings
- 2012–2013 - Chicago Blackhawks
- 2013–2014 - Los Angeles Kings
- 2014–2015 - Chicago Blackhawks
- 2018–2019 - St. Louis Blues
- † - A Philadelphia Flyers és a New York Islanders már nem tagja a Campbell/Nyugati főcsoportnak. A két csapatot a Wales/Keleti főcsoportba helyezték az 1981–1982-es NHL-szezon előtt.
- †† - A Detroit Red Wings a Nyugati főcsoport tagja volt, de a csapatot a Keleti főcsoportba helyezték a 2013–2014-es NHL-szezon előtt.